# Economía del desarrollo

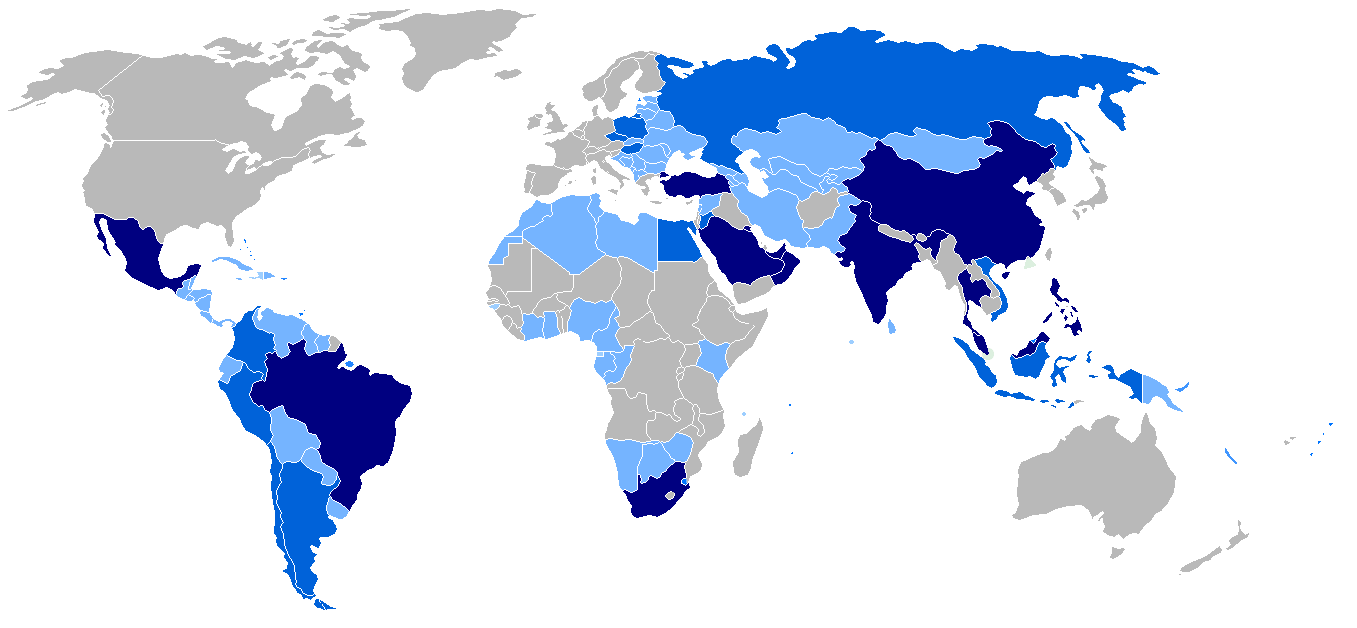
Países recientemente industrializados
Otros mercados emergentes
Otros países en desarrollo

La economía del desarrollo es una rama de la economía que se ocupa de los aspectos económicos de los procesos de desarrollo en los países de bajos ingresos. Aplica técnicas modernas de análisis macroeconómico y microeconómico para el estudio de los problemas económicos, sociales, ambientales e institucionales, que enfrentan los países en desarrollo.
Se interesa en el estudio de los determinantes de la pobreza y del subdesarrollo, así como en las políticas económicas necesarias para que los países enfrenten estas condiciones. La economía del desarrollo se centra no solo en el crecimiento económico y el cambio estructural, sino también en mejorar el potencial y calidad de vida de las poblaciones, por ejemplo, a través de mejores condiciones sanitarias, educativas y laborales, sea a través de canales públicos o privados.
La economía del desarrollo involucra la creación de teorías y métodos que ayuden en la determinación de políticas y prácticas a nivel doméstico o internacional. Esta implementación puede incluir incentivos para la reestructuración de mercados, el uso de métodos matemáticos como la optimización a lo largo del tiempo para análisis de proyectos o puede involucrar una mezcla de métodos cuantitativos y cualitativos. A diferencia de otros campos de la economía, los enfoques de la economía del desarrollo pueden incorporar factores sociales, políticos e institucionales en la concepción de planes particulares.

## Historia del término
La economía del desarrollo es el conjunto de prácticas públicas y privadas que promueven el desarrollo económico de un país o de una región, favoreciendo la propensión a invertir, innovar, emprender, formarse y trabajar. El objetivo es reunir una masa crítica de factores de producción para iniciar un crecimiento económico suficiente que aporte una mejora sensible del nivel de vida de la zona en cuestión.
En tanto rama de la economía, la economía del desarrollo data de fines de la Segunda Guerra Mundial. Previamente, los estudios relativos a los países pobres formaban parte del análisis del crecimiento. No existían teorías específicas para esos países. No fue hasta los años 1950 que los economistas van a dedicarse a desarrollar herramientas propias para los países en desarrollo. Entre los pioneros de la Economía del desarrollo se puede citar a Paul N. Rosenstein-Rodan, Albert O. Hirschman, Arthur Lewis, Ragnar Nurkse, Gunnar Myrdal y a Raúl Prebisch.
Los primeros trabajos sobre el desarrollo no distinguían entre desarrollo económico y crecimiento económico. El desarrollo significaba obligatoriamente la obtención de un crecimiento económico a largo plazo, e inversamente, todo crecimiento crearía una mejora del bienestar de la población y una disminución de la pobreza. Los trabajos se interesaron entonces en los determinantes del crecimiento. Las primeras políticas preconizadas defendían una inversión masiva de forma que permitiera salir del subdesarrollo e iniciar un círculo virtuoso. Luego, los economistas del desarrollo introdujeron la separación entre desarrollo y crecimiento: el desarrollo no podía alcanzarse sin crecimiento, pero una política de desarrollo debía ocuparse igualmente de reducir las desigualdades y de satisfacer las necesidades fundamentales de la población. Así, la evolución del pensamiento económico del desarrollo generalmente se divide en cuatro fases.

### Los pioneros del desarrollo (1945 - inicios de los años 1960)
En el contexto de la posguerra marcado por la descolonización en Asia y África, el desarrollo de las instituciones de Bretton Woods y la Guerra Fría, la lucha contra la pobreza fue vista como un medio de preservar a los países en desarrollo del lado occidental; e influyó en el surgimiento de la Economía del desarrollo. Los principales trabajos se dedican a mostrar las especificidades estructurales de los países en desarrollo: los círculos viciosos de la pobreza (Nurkse y Galbraith), la economía dual (Lewis), el crecimiento equilibrado (Rosenstein-Rodan, Nurkse), el crecimiento desequilibrado (Hirschmann), las etapas del crecimiento económico (Rostow), entre otros.
En este período, el desarrollo era sinónimo de crecimiento de la renta nacional. La falta de capitales era el principal obstáculo para el desarrollo, por lo que las políticas de desarrollo se orientaban hacia un mayor gasto público, inspirado en el Plan Marshall. Dada la falta de capitales privados, se presenta la cuestión sobre cuál era la mejor colocación de la poca inversión disponible. El sector clave para estos economistas pioneros del desarrollo era la industria. Las políticas de desarrollo promovidas en este período de posguerra se afanaron en lanzar la industrialización de los países en desarrollo siguiendo el ejemplo de la industrialización acometida por los países ya industrializados.
El modelo Harrod-Domar puso en evidencia la necesidad de capitales de los países en desarrollo. La tasa de crecimiento económico dependía de la tasa de ahorro. El bajo nivel de ahorro en los países en desarrollo debía ser compensado por la cooperación internacional. El sector donde debían ser colocados estos capitales seguía siendo un tema debatido, entre los partidarios de una inversión limitada a ciertos sectores (crecimiento equilibrado) y los defensores de una inversión más amplia (crecimiento desequilibrado).

### La fase de radicalización (inicios de los años 1960 - fines de 1970)
La Economía del desarrollo se radicalizó en el curso de los años 1960. El subdesarrollo fue entonces visto como resultado de causas externas. Varias teorías se diseñaron en este sentido, tales como la teoría de la dependencia, teoría del intercambio desigual o la estructura centro-periferia.

### El período de gestión de crisis (fines de 1970 - 1995)
Las relaciones económicas entre el centro y la periferia estaban marcadas por el paradigma de la dependencia. La economía mundial era un sistema mantenido por las consecuencias de estas relaciones. El subdesarrollo era la perpetuación de la situación neocolonial en la cual las antiguas colonias se ejercitaron en la independencia, pero cuyas economías dependían en gran medida de las economías desarrolladas. La gestión de la crisis fue concedida a las instituciones de Bretton Woods (FMI, Banco Mundial) a través de los planes de ajuste estructural. El objetivo era hacer que los países del Sur se adhirieran al liberalismo económico y a la apertura de los mercados, a través de medidas de ortodoxia presupuestaria, de desnacionalización, de terapia de choque, gran impulso y ayuda exterior.

### El microdesarrollo
Desde fines de los años 1990, ciertos economistas del desarrollo (en especial, Michael Kremer, Esther Duflo, Ted Miguel, Abhijit Banerjee, Sendhil Mullainathan) han desarrollado herramientas para aprehender los hechos de las políticas económicas al nivel microscópico y del desarrollo de experiencias en el terreno como método de análisis de causalidades en economía. Estos economistas propusieron la teoría de la evaluación aleatoria e insistieron en proyectos a escala micro como una estrategia de desarrollo eficaz.
Revelada como instrumento empírico, la aleatorización revitalizó la disciplina de la economía del desarrollo, llegando a hablarse incluso de una subdisciplina de la economía: la economía del microdesarrollo.

## Teorías de la economía del desarrollo

### Los orígenes de la economía del desarrollo moderna
A menudo se rastrean los orígenes de la economía del desarrollo moderna se remontan a la necesidad de y posibles problemas con la industrialización de Europa del Este en el período posterior a la Segunda Guerra Mundial. Los autores principales eran Paul Rosenstein-Rodan, Kurt Mandelbaum y Ragnar Nurkse. Solo después de la guerra, los economistas tornaron sus preocupaciones hacia Asia, África y América Latina. El centro de estos estudios, por autores tales como Simon Kuznets y Arthur Lewis, estaba el análisis no solo del crecimiento económico, sino también de la transformación estructural.

### Modelo de fases lineales de crecimiento
Una teoría inicial de la economía del desarrollo, el modelo de fases lineales de crecimiento fue formulada en los años 1950 por Walter Whitman Rostow en su libro Las fases del crecimiento: un manifiesto no-comunista. Esta teoría modificó las fases de la teoría del desarrollo de Marx y se concentró en la acumulación acelerada de capital a través de la utilización de ahorro doméstico e internacional como un medio de espolear a la inversión, es decir, como un medio primario de promover el crecimiento económico y, por tanto, el desarrollo. El modelo de fases lineales de crecimiento propone que existe una serie de cinco etapas consecutivas de desarrollo que todos los países deben atravesar durante el proceso de desarrollo. Estas etapas son "la sociedad tradicional, las precondiciones del despegue, el despegue, la entrada a la madurez y la edad del alto consumo masivo". Versiones simples del Modelo Harrod-Domar proveen una ilustración matemática del argumento que una mejora en la inversión de capital lleva a un mayor crecimiento económico.
Tales teorías han sido criticadas por no reconocer que, si bien necesaria, la acumulación de capital no es una condición suficiente para el desarrollo. Por ello, esta teoría temprana y simplista fracasó en dar cuenta de los obstáculos políticos, sociales e institucionales al desarrollo. Además, esta teoría fue desarrollada en los primeros años de la Guerra Fría y derivó en gran medida de los éxito del Plan Marshall, lo que ha llevado a su mayor crítica: que la teoría asume que las condiciones encontra países en desarrollo son las mismas que aquellas encontradas en Europa de la posguerra.

### Teoría del cambio estructural
La teoría del cambio estructural está relacionada con las políticas enfocadas con el cambio en las estructuras económicas de los países en desarrollo de estar compuestas principalmente de prácticas agrícolas de subsistencia a ser "una economía manufacturera y de servicios más moderna, urbanizada e industrialmente diversa".
Existen dos formas principales de la teoría del cambio estructural: el "modelo de dos sectores de excedentes" de Arthur Lewis que ve a las sociedades agrícolas como consistentes de grandes cantidades de excedente de mano de obra que puede ser utilizada para espolear el desarrollo de un sector industrial urbanizado; y el enfoque de "patrones de desarrollo de Hollis Chenery que es el análisis empírico del "proceso secuencial a través del cual la estructura económica, industrial e institucional de una economía subdesarrollada es transformada con el tiempo para permitir que nuevas industrias reemplacen a la agricultura tradicional como el motor del crecimiento económico."
Los enfoques del cambio estructural a la economía del desarrollo han enfrentado críticas por su énfasis en el desarrollo urbano a expensas del desarrollo rural que puede llevar a un crecimiento sustancial en desigualdad entre las regiones de un país. El modelo de dos sectores de excedente que fue desarrollado en los años 1950 ha sido además criticado por su presunción subyacente de que las sociedades predominantemente agrícolas sufren de un excedente de mano de obra. Estudios empíricos recientes han mostrados que tales excedentes de mano de obra son solo estacionales, por lo que la atracción de tal mano de obra a las áreas urbanas puede resultar en un colapso del sector agrícola. Por su parte, el enfoque de patrones de desarrollo ha sido criticado por carecer de un marco teórico.

## Prominentes economistas del desarrollo
- Kurt Mandelbaum, también conocido como Kurt Martin, uno de los contribuidores pioneros a los estudios económicos y sociales del desarrollo.
- Paul Collier, autor de The Bottom Billion.
- Kaushik Basu, profesor de economía en la Universidad de Cornell y autor de Economía del desarrollo analítica.
- William Easterly, autor de La búsqueda elusiva del crecimiento: Aventuras y desventuras de los economistas en los trópicos y de White Man's Burden: How the West's Efforts to Aid the Rest have done so much ill and so little good.
- Arthur Lewis, Premio del Banco de Suecia en Ciencias Económicas en memoria de Alfred Nobel de 1979.
- Raúl Prebisch, secretario general fundacional de la Conferencia de las Naciones Unidas sobre Comercio y Desarrollo e influyente teórico dependentista.
- Walter Whitman Rostow, teórico de la modernización, autor de Las fases del crecimiento económico: Un manifiesto no-comunista.
- Jeffrey Sachs, autor de El Fin de la Pobreza: Cómo conseguirlo en nuestro tiempo y Common Wealth: Economics for a Crowded Planet
- Amartya Sen, Premio del Banco de Suecia en Ciencias Económicas en memoria de Alfred Nobel de 1998 y autor de Desarrollo y libertad.
- Hans Singer, quien analizó cómo los términos inequitativos del comercio afectan desproporcionadamente a los productores de bienes primarios. Su tesis, combinada con el trabajo de Raúl Prebisch, forman la base de la teoría de la dependencia.
- Hernando de Soto Polar, defensor de los derechos de propiedad en el mundo en desarrollo y autor de El misterio del capital: ¿Por qué el capitalismo triunfa en Occidente y fracasa en el resto del mundo?
- Celso Furtado, uno de los economistas brasileños más influyentes, autor de El mito del desarrollo económico.